# Liga Yugoslava de Baloncesto
La Liga Yugoslava de Baloncesto, también conocida como YUBA Liga, fue la máxima categoría del Baloncesto en la antigua Yugoslavia en dos periodos, el primero en la República Federal Socialista de Yugoslavia periodo que se extendió hasta 1992, y luego en la República Federal de Yugoslavia desde 1992 a 2006.

## Historia
Terminada la Segunda Guerra Mundial y con la formación de Yugoslavia en 1945, surgió la necesidad del desarrollo deportivo en el país, fue así como en las grandes ciudades como Belgrado, Ljubljana, Zagreb y Sarajevo se produjo una explosión de nuevos clubes y ligas para cada deporte, la liga de baloncesto fue parte de este fenómeno.
La primera competencia de Baloncesto en Yugoslava fue formada en el año 1945, en paralelo con la de Liga Yugoslava de Fútbol, Se conformó solo con ocho equipos, seis en representación de cada una de las Repúblicas dentro de Yugoslavia, uno en representación de la provincia de Vojvodina, y el último en representación del Ejército Popular Yugoslavo.
Solo en la década de 1970 surgió una verdadera cultura de baloncesto en Yugoslavia, para ser reconocidos como la mejor nación en baloncesto, rompiendo con el dominio de la Unión Soviética, la liga yugoslava dio origen a estrellas que irían a ganar varios Campeonatos Mundiales de Baloncesto y Campeonato Europeo de Baloncesto. Este impulso fue detenido por la lucha étnica que estalló en 1991, y dividió la nación en cinco repúblicas sucesoras, cada una fundadora de su propia liga de baloncesto con la excepción de Serbia y Montenegro, que conservó el nombre de República Federal de Yugoslavia. Así nacieron la Liga Croata de Baloncesto, Liga de Baloncesto de Bosnia y Herzegovina, Liga de Baloncesto de Eslovenia y Liga de Baloncesto de Macedonia.
Cuando Serbia y Montenegro se separaron pacíficamente en 2006, la Liga YUBA dejó de existir y fue renombrada como Liga Serbia de Baloncesto, con Montenegro formando la Liga Montenegrina de Baloncesto.
A pesar de todos estos cambios, cada una de las seis ex repúblicas ahora participan en la Liga Adriática, fundada en 2001, y que es hoy la liga más parecida a la anterior Liga de baloncesto yugoslavo.

## Palmarés

### RFS Yugoslavia (1945-1991)
- República Federal Socialista de Yugoslavia

| Temporada | Campeón               | Subcampeón            | Serie |
| 1945      | Jugoslovenska Armija  | Socijalisticka Srbije |       |
| 1946      | KK Estrella Roja      | KK Zadar              |       |
| 1947      | KK Estrella Roja      | KK Zadar              |       |
| 1948      | KK Estrella Roja      | KK Proleter Zrenjanin |       |
| 1949      | KK Estrella Roja      | KK Partizan Belgrado  |       |
| 1950      | KK Estrella Roja      | KK Partizan Belgrado  |       |
| 1951      | KK Estrella Roja      | KK Partizan Belgrado  |       |
| 1952      | KK Estrella Roja      | KK Proleter Zrenjanin |       |
| 1953      | KK Estrella Roja      | AŠK Ljubljana         |       |
| 1954      | KK Estrella Roja      | Mladost Zagreb        |       |
| 1955      | KK Estrella Roja      | KK Proleter Zrenjanin |       |
| 1956      | KK Proleter Zrenjanin | KK Union Olimpija     |       |
| 1957      | Olimpija Ljubljana    | KK Proleter Zrenjanin |       |
| 1958      | OKK Belgrado          | Olimpija Ljubljana    |       |
| 1959      | Olimpija Ljubljana    | KK Estrella Roja      |       |
| 1960      | OKK Belgrado          | Olimpija Ljubljana    |       |
| 1961      | Olimpija Ljubljana    | Lokomotiva Zagreb     |       |
| 1962      | Olimpija Ljubljana    | OKK Belgrado          |       |
| 1963      | OKK Belgrado          | KK Partizan Belgrado  |       |
| 1964      | OKK Belgrado          | KK Zadar              |       |
| 1965      | KK Zadar              | Olimpija Ljubljana    |       |
| 1966      | Union Olimpija        | KK Partizan Belgrado  |       |
| 1967      | KK Zadar              | Olimpija Ljubljana    |       |
| 1967-68   | KK Zadar              | Olimpija Ljubljana    |       |
| 1968-69   | KK Estrella Roja      | Olimpija Ljubljana    |       |
| 1969-70   | Olimpija Ljubljana    | KK Estrella Roja      |       |
| 1970-71   | Jugoplastika Split    | Lokomotiva Zagreb     |       |
| 1971-72   | KK Estrella Roja      | Jugoplastika Split    |       |
| 1972-73   | KK Radnicki Beograd   | KK Estrella Roja      |       |
| 1973-74   | KK Zadar              | Jugoplastika Split    |       |
| 1974-75   | KK Zadar              | Jugoplastika Split    |       |
| 1975-76   | KK Partizan Belgrado  | Jugoplastika Split    |       |
| 1976-77   | Jugoplastika Split    | Bosna Sarajevo        |       |
| 1977-78   | Bosna Sarajevo        | KK Partizan Belgrado  |       |
| 1978-79   | KK Partizan Belgrado  | Jugoplastika Split    |       |
| 1979-80   | Bosna Sarajevo        | Jugoplastika Split    |       |
| 1980-81   | KK Partizan Belgrado  | Cibona Zagreb         |       |
| 1981-82   | Cibona Zagreb         | KK Partizan Belgrado  | 2 - 0 |
| 1982-83   | Bosna Sarajevo        | KK Šibenik            | 2 - 1 |
| 1983-84   | Cibona Zagreb         | KK Estrella Roja      | 2 - 1 |
| 1984-85   | Cibona Zagreb         | KK Estrella Roja      | 2 - 1 |
| 1985-86   | KK Zadar              | Cibona Zagreb         | 2 - 1 |
| 1986-87   | KK Partizan Belgrado  | KK Estrella Roja      | 2 - 0 |
| 1987-88   | Jugoplastika Split    | KK Partizan Belgrado  | 2 - 1 |
| 1988-89   | Jugoplastika Split    | KK Partizan Belgrado  | 2 - 0 |
| 1989-90   | Jugoplastika Split    | KK Estrella Roja      | 3 - 1 |
| 1990-91   | POP 84 Split          | KK Partizan Belgrado  | 3 - 0 |

### Títulos por equipo
| Club                  | Títulos | Años Campeón                                                           | Finalista | Años Finalista                                             |
| --------------------- | ------- | ---------------------------------------------------------------------- | --------- | ---------------------------------------------------------- |
| KK Estrella Roja      | 12      | 1946, 1947, 1948, 1949, 1950, 1951, 1952, 1953, 1954, 1955, 1969, 1972 | 7         | 1959, 1970, 1973, 1984, 1985, 1987, 1990                   |
| Olimpija Ljubljana    | 6       | 1957, 1959, 1961, 1962, 1966, 1970                                     | 8         | 1953, 1956, 1958, 1960, 1965, 1967, 1968, 1969             |
| Jugoplastika Split    | 6       | 1971, 1977, 1988, 1989, 1990, 1991                                     | 6         | 1972, 1974, 1975, 1976, 1979, 1980                         |
| KK Zadar              | 6       | 1965, 1967, 1968, 1974, 1975, 1986                                     | 3         | 1946, 1947, 1964                                           |
| KK Partizan Belgrado  | 4       | 1976, 1979, 1981, 1987                                                 | 10        | 1949, 1950, 1951, 1963, 1966, 1978, 1982, 1988, 1989, 1991 |
| OKK Beograd           | 4       | 1958, 1960, 1963, 1964                                                 | 1         | 1962                                                       |
| Cibona Zagreb         | 3       | 1982, 1984, 1985                                                       | 4         | 1961, 1971, 1981, 1986                                     |
| Bosna Sarajevo        | 3       | 1978, 1980, 1983                                                       | 1         | 1977                                                       |
| KK Proleter Zrenjanin | 1       | 1956                                                                   | 4         | 1948, 1952, 1955, 1957                                     |
| KK Radnicki Beograd   | 1       | 1973                                                                   | -         | ---                                                        |
| Jugoslovenska Armija  | 1       | 1945                                                                   | -         | ---                                                        |
| Socijalisticka Srbije | -       | ---                                                                    | 1         | 1945                                                       |
| Mladost Zagreb        | -       | ---                                                                    | 1         | 1954                                                       |

### RFS Yugoslavia (1992-2006)
- República Federal de Yugoslavia

| Temporada | Campeón                | Subcampeón             | Serie |
| 1991-92   | KK Partizan Belgrado   | KK Estrella Roja       | 3–0   |
| 1992-93   | KK Estrella Roja       | KK Partizan Belgrado   | 3–2   |
| 1993-94   | KK Estrella Roja       | KK Partizan Belgrado   | 4–1   |
| 1994-95   | KK Partizan Belgrado   | TG Borovica Ruma       | 4–1   |
| 1995-96   | KK Partizan Belgrado   | BFC Beocin             | 3–2   |
| 1996-97   | KK Partizan Belgrado   | FMP Železnik           | 3–1   |
| 1997-98   | KK Estrella Roja       | FMP Železnik           | 3–1   |
| 1998-99   | KK Buducnost Podgorica | KK Estrella Roja       | --    |
| 1999-00   | KK Buducnost Podgorica | KK Partizan Belgrado   | 3–0   |
| 2000-01   | KK Buducnost Podgorica | KK Partizan Belgrado   | 3–2   |
| 2001-02   | KK Partizan Belgrado   | KK Buducnost Podgorica | 3–0   |
| 2002-03   | KK Partizan Belgrado   | FMP Železnik           | 3–0   |
| 2003-04   | KK Partizan Belgrado   | KK Hemofarm Vršac      | 3–1   |
| 2004-05   | KK Partizan Belgrado   | KK Hemofarm Vršac      | 3–1   |
| 2005-06   | KK Partizan Belgrado   | KK Estrella Roja       | 3–0   |

### Títulos por equipo
| Club                   | Títulos | Años Campeón                                         | Finalista | Años Finalista         |
| ---------------------- | ------- | ---------------------------------------------------- | --------- | ---------------------- |
| KK Partizan Belgrado   | 9       | 1992, 1995, 1996, 1997, 2002, 2003, 2004, 2005, 2006 | 4         | 1993, 1994, 2000, 2001 |
| KK Estrella Roja       | 3       | 1993, 1994, 1998                                     | 3         | 1992, 1999, 2006       |
| KK Buducnost Podgorica | 3       | 1999, 2000, 2001                                     | 1         | 2002                   |
| FMP Železnik           | –       | -----                                                | 3         | 1997, 1998, 2003       |
| KK Hemofarm Vršac      | –       | -----                                                | 2         | 2004, 2005             |
| BFC Beocin             | –       | -----                                                | 1         | 1996                   |
| TG Borovica Ruma       | –       | -----                                                | 1         | 1995                   |